# Pascual Salvia
Pascual Salvia fue un futbolista argentino. Jugaba como delantero y su debut fue vistiendo la camiseta del Club Atlético Lanús.

## Carrera

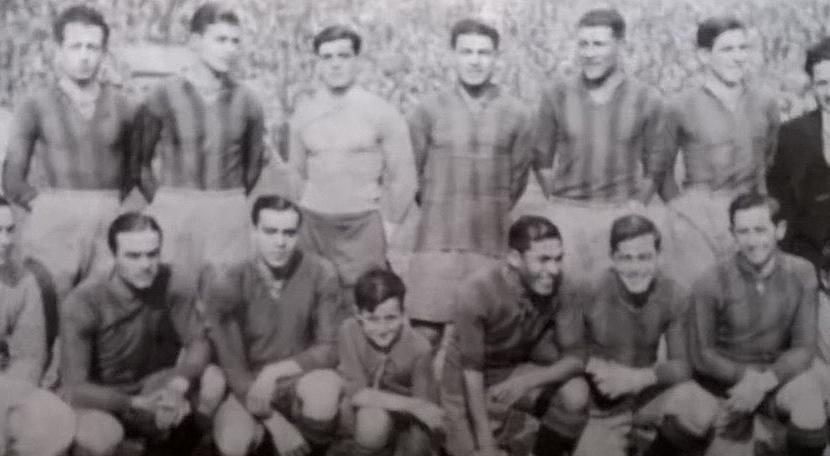
Rosario Central campeón 1930. Parados: Arturo Podestá, Francisco de Cicco, Luis Bray, Juan González, Teófilo Juárez, Ernesto Cordones; hincados: Pascual Salvia, Luis Indaco, Ramón Luna, Gerardo Rivas, Juan Francia.

Jugó sus primeros años en la parte final de la era amateur del fútbol argentino, para Lanús. En 1930 pasó a Rosario Central, con el que fue campeón rosarino de Primera División en aquel año. Integró la línea ofensiva junto a Luis Indaco, Gerardo Rivas, Juan Francia, los hermanos santigueños Nazareneo y Ramón Luna. Disputó 17 partidos y marcó 9 goles esa temporada. En 1931 participó de la inconclusa Copa Vila 1931, que se interrumpió ante el avenimiento del profesionalismo en el fútbol, comenzando a disputarse el Torneo Gobernador Luciano Molinas, campeonato de Primera División de la recientemente reformulada Asociación Rosarina de Fútbol. Entre ambos torneos, Salvia disputó 9 partidos y convirtió un gol.

## Clubes
| Club            | País      | Año       |
| --------------- | --------- | --------- |
| Lanús           | Argentina | 1926-1929 |
| Rosario Central | Argentina | 1930-1931 |

## Palmarés
| Equipo          | Liga     | País      | Título    | Año  |
| --------------- | -------- | --------- | --------- | ---- |
| Rosario Central | Rosarina | Argentina | Copa Vila | 1930 |